# Araças
Araças är en kommun i Brasilien.   Den ligger i delstaten Bahia, i den östra delen av landet, 1 100 km öster om huvudstaden Brasília. Antalet invånare är 11 569.
Omgivningarna runt Araças är en mosaik av jordbruksmark och naturlig växtlighet. Runt Araças är det ganska glesbefolkat, med 35 invånare per kvadratkilometer.